# 湯河原ガス
湯河原ガス株式会社（ゆがわらガス）は、神奈川県足柄下郡湯河原町および静岡県熱海市の各一部を供給区域とする都市ガス事業者。
本社所在地は神奈川県足柄下郡湯河原町土肥1-13-11。供給ガスは天然ガス（13A:熱量45MJ）。